# Stadiochilus burmanicus
Stadiochilus burmanicus là một loài thực vật có hoa trong họ Gừng. Loài này được Rosemary Margaret Smith miêu tả khoa học đầu tiên năm 1980. Hiện tại, nó cũng là loài duy nhất được mô tả trrong chi Stadiochilus.

## Mẫu định danh
Mẫu định danh: Keenan J., U Tun Aung & U Tha Hla 3733; thu thập tháng 2 năm 1962 ở cao độ 1.520 m, tọa độ khoảng 26°40′0″B 97°20′0″Đ / 26,66667°B 97,33333°Đ, gần làng Hpunginhku, huyện Putao, bang Kachin, lối đi phía đông từ Sumprabum lên dãy núi Kumon. Holotype lưu giữ tại Vườn Thực vật Hoàng gia tại Edinburgh (E).

## Phân bố
Loài này có ở huyện Putao, bang Kachin, Myanmar.